# Burning from the Inside
Burning from the Inside es el cuarto álbum de estudio de la banda inglesa de rock gótico Bauhaus, lanzado el 15 de julio de 1983 por el sello discográfico Beggars Banquet. Alcanzó el puesto número 13 en la lista de sencillos del Reino Unido. El sencillo, "She's In Parties", que surgió del álbum, alcanzó el puesto número 26 en la lista de sencillos del Reino Unido.

## Grabación y producción
Durante la grabación del álbum, el cantante Peter Murphy se encontraba enfermo, lo que obligó al resto de la banda a encargarse de gran parte del proceso de composición y grabación sin él. Como evidencia de la gran contribución del resto de la banda al álbum, el bajista David J y el guitarrista Daniel Ash cantaron las voces principales en cuatro de las canciones.  Esto, combinado con el hecho de que la banda comenzó a grabar sin Murphy, provocó dificultades internas y cuando se lanzó el álbum, ya se habían separado.[cita requerida]
En 2015, David J anunció en una actuación en solitario que el título del álbum provenía de un incidente en el que él y Ash estaban fumando hachís en un automóvil y el automóvil se incendió, ardiendo desde adentro.

## Recepción
En 2013, Ned Raggett (escritor de The Quietus), calificó al álbum como "una expansión convincente en su máxima expresión, un ejemplo de la fragmentación como belleza".

## Lista de canciones
Todas las canciones escritas y compuestas por Bauhaus (Daniel Ash, David J, Kevin Haskins y Peter Murphy). 
| N.º | Título                      | Duración |  |
| 1.  | «She's in Parties»          | 5:49     |  |
| 2.  | «Antonin Artaud»            | 4:09     |  |
| 3.  | «Wasp (instrumental)»       | 0:20     |  |
| 4.  | «King Volcano»              | 3:29     |  |
| 5.  | «Who Killed Mr. Moonlight?» | 4:55     |  |

| Lado B |                           |          |  |
| N.º    | Título                    | Duración |  |
| 6.     | «Slice of Life»           | 3:43     |  |
| 7.     | «Honeymoon Croon»         | 2:52     |  |
| 8.     | «Kingdom's Coming»        | 2:25     |  |
| 9.     | «Burning from the Inside» | 9:21     |  |
| 10.    | «Hope»                    | 3:17     |  |

| Bonus tracks (CD) |                                                           |          |  |
| N.º               | Título                                                    | Duración |  |
| 11.               | «Lagartija Nick»                                          | 3:30     |  |
| 12.               | «Here's the Dub (Special Effects By 'Loonatik & Drinks')» | 3:18     |  |
| 13.               | «Departure»                                               | 4:49     |  |
| 14.               | «Sanity Assassin»                                         | 4:05     |  |

## Personal
Bauhaus
- Peter Murphy – voz principal
- Daniel Ash – guitarras, coros, saxofón
- David J – bajo, coros
- Kevin Haskins – batería, teclados